# 西苫田村
西苫田村（にしとまだそん）は、岡山県苫田郡にあった村。
現在の津山市小田中、小原、上河原、北園町、総社、山北に当たる。
ここでは現在の津山市西苫田地区についても扱う。

## 沿革
- 1889年6月1日 - 町村制施行に伴い、西北条郡小田中村、小原村、上河原村、総社村、山北村が合併し、西苫田村となる。大字山北に役場を置く。
- 1900年4月1日 - 西北条郡が西西条郡、東南条郡、東北条郡と合併し、苫田郡となる。
- 1929年2月11日 - 苫田郡津山町、津山東町、院庄村、二宮村、久米郡福岡村と合併・市制により、津山市となる。

## 西苫田地区
現在、西苫田村から小田中を除いた範囲を西苫田地区と呼んでいる。小田中は旧・津山町の一部とともに城西地区。小学校は場所により北小学区、東小学区、弥生小学区。中学校は北小学区が鶴山中学区、その他は北陵中学区。
市役所本庁（山北）がある他、市内の高校の多く、またその他の教育機関も多く、津山市内を地区別で見た場合もっとも教育機関が多く、また幼稚園・保育園から大学まですべてが存在する地区でもある。

### 隣接自治体・地区
- 津山市一宮地区
- 津山市田邑地区
- 津山市城西地区 → 津山町
- 津山市城北地区 → 津山町
- 津山市城東地区
- 津山市東津山地区
- 津山市東苫田地区

### 地区の地名
- 小原
- 上河原
- 総社
- 山北
- 小田中 - 村制施行時

### 人口
10887人（2019年1月1日現在。住民基本台帳による。津山市調べ）。津山市全人口の約1割に当たる。地名ごとの人口は各地名記事参照。
※大学周辺に当たるため、大学生を中心に住民票を動かしていない人が一定数いると考えられ、地区の人口も非常に多いため、国勢調査とは他地域に比べ大きく違う可能性がある。

## 教育

### 幼稚園
- 津山市立鶴山幼稚園
- 津山市立西幼稚園
- しらゆり幼稚園
- 美作大学附属幼稚園

### 保育園
- 総社保育園
- 城北保育園
- 城西保育園
- 津山乳児保育園

### 小学校
- 津山市立北小学校
- 津山市立東小学校
- 津山市立西小学校

### 高等学校
- 岡山県美作高等学校
- 岡山県立津山商業高等学校

### 大学
- 美作大学
- 美作大学短期大学部

## 交通

### 鉄道
地区内を走る鉄道およびその駅なし。

### 道路
廃止当時は未完成。国道はなし。

#### 高速道路
- 中国自動車道：津山北BS

#### 県道
- 主要地方道
  - 岡山県道68号津山加茂線
- 一般県道
  - 岡山県道452号小原船頭線

## 河川・山岳

### 河川
- 宮川
- 藺田川
- 紫竹川

## 名所・旧跡・観光スポット・祭事・催事
- 神楽尾公園
- 衆楽園

## 寺院・神社

### 寺院
- 安国寺
- 長雲寺
- 本源禅寺
- 国府台寺
- 地蔵院

### 神社
- 美作総社宮
- 鶴山八幡宮
- 白加美神社

## その他
村制廃止後の1968年、上河原・山北の各一部から北園町ができた。
なお、現在の津山市役所は旧・西苫田村内の山北にあるが、古くは市制時は京町、1934年には山下に存在していた。当時では共に旧・津山町内であった。現在の場所には1982年に移動した。